# John Ballance
John Ballance (Glenavy, 27 marzo 1839 – Wellington, 28 aprile 1893) è stato un politico neozelandese.
Fondatore del Partito Liberale della Nuova Zelanda, è stato Primo ministro della Nuova Zelanda dal 1891 al 1893.